# Najwa Alimi
Najwa Alimi (paschtunisch نجوا علیمي, persisch نجوا عالمی; geb. 1993 in Faizabad) ist eine afghanistanische Journalistin.

## Leben
Alimi beschreibt ihre Familie als kulturell und gebildet, jedoch traditionell geprägt, was sie früh zur Infragestellung gesellschaftlicher Normen bewog. Ihre Bildung begann sie in ihrer Heimatregion und sie zog später für ein Studium der Chemie und des Journalismus nach Kabul. In Kabul eröffnete sie gemeinsam mit Freunden ein Buchcafé, das jungen Menschen die Möglichkeit bot, Bücher zu leihen und offen zu diskutieren. Nach der Rückkehr der Taliban an die Macht im Jahr 2021 musste sie Afghanistan verlassen und sie setzte ihre journalistische Tätigkeit in Schweden fort; ihre Arbeit in Schweden bleibt weiterhin stark mit der Situation in ihrem Heimatland verbunden.

## Wirken
Alimi arbeitete als Reporterin für Zan TV, einen afghanischen Fernsehsender, der ausschließlich weibliche Reporter und Redakteure beschäftigt. Ihr journalistisches Schaffen konzentrierte sich auf soziale Missstände, die Rechte von Frauen und Tabuthemen wie Drogenabhängigkeit und Diskriminierung; ihre Arbeit ist von dem Wunsch geleitet, die Geschichten und Stimmen von Frauen zu verstärken, die sonst ungehört bleiben. Ihre Berichterstattung zielt darauf ab, afghanischen Frauen zu mehr Möglichkeiten für eigene Entscheidungen zu verhelfen und zugleich Entscheidungsträger zu beeinflussen.

## Auszeichnungen
Im Jahr 2019 wurde Alimi mit dem Per-Anger-Preis gewürdigt, der ihr für ihren Einsatz für Menschenrechte und Demokratie verliehen wurde. Sie betonte, dass dieser Preis nicht nur ihr gehöre, sondern allen afghanischen Frauen, insbesondere den Journalistinnen. Sie erhielt 2022 gemeinsam mit Jamila Afghani den Anna-Lindh-Preis.